# جمعیت پیروان قرآن
جمعیت پیروان قرآن، تشکل فرهنگی-مذهبی است که در سال ۱۳۲۲ شکل گرفت. این جمعیت بعدها هسته اولیه جامعه تعلیمات اسلامی را تشکیل داد. این جمعیت نخستین تشکل مذهبی رسمی در تاریخ ایران محسوب می‌شود.

## موسسین
از موسسین این جمعیت، علاوه بر عباسعلی اسلامی، می‌توان به محمد فولادی، حسین میرخان، ابوالقاسم میرزایی، محمدرضا رجایی و عبدالحسین یوسف‌زاده اشاره نمود.

## اهداف
جمعیت پیروان قرآن با هدف آموزش و پروش اسلامی تأسیس شد. این جمعیت با تأسیس نخستین دبستان خود بنام دبستان جعفری در تهران آغاز به کار کرد. پس از تأسیس جامعه تعلیمات اسلامی در سال 1328، تعداد مدارس تحت پوشش به بیش از یکصد و هشتاد مدرسه رسید. از دیگر اهداف جمعیت، ترویج اسلام، رسیدگی به محرومین، گسترش روح مذهبی در جامعه، تلاش جهت اتحاد مسلمین و مساعی طلاب و جوانان برای آموختن علوم دینی بود. 